# كليفورد سي. هاستينغز
كليفورد سي. هاستينغز هو سياسي أمريكي، ولد في 25 يونيو 1882، وتوفي في 28 سبتمبر 1946 في ويست ساند لاك في الولايات المتحدة. نشط حزبياً في الحزب الجمهوري. وقد انتخب عضو مجلس ولاية نيويورك ‏.